# Naquita
La naquita és un mineral de la classe dels elements natius. Originalment anomenat 'fersilicita' (per la seva composició química), l'espècie i el nou nom ja han estat aprovats per la CNMNC (IMA 2010-010). Se l'anomenava fersilicita pel seu contingut en Ferro i Silici en la composició. De la sèrie de Poltava, estació Zachativsk, regió de Donets (Donetsk), Donets'k Oblast '(Donetsk Oblast'), Ucraïna.

## Classificació
La naquita es troba classificada en el grup 1.BB.15 segons la classificació de Nickel-Strunz (1 per a Elements; B per a Carburs, sulfurs, nitrurs i fosfurs metàl·lics i B per a Silicurs; el nombre 15 correspon a la posició del mineral dins del grup). En la classificació de Dana el mineral es troba al grup 1.1.33.2 (1 per a Elements natius i aliatges i 1 per a Metalls, que no siguin del grup del platí; 33 i 2 corresponen a la posició del mineral dins del grup).

## Característiques
La naquita és un mineral de fórmula química FeSi. Cristal·litza en el sistema isomètric. Apareix en forma de cristalls irregulars que van des de 15 a 50 micres de diàmetre i formen un intercreixement amb luobusaïta. De lluïssor metàl·lica i de color gris acer a blanc estany. Ratlla gris-negre. La seva duresa a l'escala de Mohs és de 6,5. És fràgil i presenta fractura concoidal. Es troba assosiada a amb la luobusaïta, del sistema ortoròmbic.

## Formació i jaciments
Es troba en cromitites podiformes i s'ha descrit a l'Àsia i Europa. Es troba també en minerals pesats concentrats en placers i en mostres de perforació del nucli de gresos de la sèrie de Poltava.